# La Historia (альбом Рики Мартина)
La Historia (рус. История) — испанский сборник певца Рики Мартина. На альбоме присутствуют два ремейка одних из первых песен Мартина: «Fuego Contra Fuego» и «El Amor de Mi Vida».

## Появление в чарте
La Historia не был прорекламирован каким-либо синглом, на нём только испаноязычные песни, без новых песен.
В США La Historia держался на первой строке пять недель в Billboard's Top Latin Albums и восемьдесят-третьей в Billboard 200. Он был сертифицирован 4 раза Платиновым и распродан 220,000 копиями согласно Nielsen SoundScan.
Альбом занял верхушки чартов в Швеции и был сертифицирован Платиновым. Другие достижения, включая максимальную позицию на тринадцатой строке в Испании, шестнадцатую в Италии, двадцать-третью в Швейцарии и тридцать-седьмую в Японии. La Historia был также сертифицирован Платиновым в Аргентине за CD и DVD выпуски.

## Награды
La Historia был номинирован в категории «Латинский альбом лучших хитов года» на церемонии 2002 Latin Billboard Music Awards.

## Список композиций
| №   | Название                                 | Автор(ы)                                                                     | Продюсер(ы)                                 | Длительность |
| --- | ---------------------------------------- | ---------------------------------------------------------------------------- | ------------------------------------------- | ------------ |
| 1.  | «María» (Спанглиш Радиовыпуск)           | Луис Гомес Эсколар, К. К. Портер, Ян Блейк                                   | Портер, Роса, Пабло Флорес, Хавьер          | 4:31         |
| 2.  | «Vuelve»                                 | Франко де Вита                                                               | Портер, Роса                                | 5:08         |
| 3.  | «Bella»                                  | Эсколар, Джон Секада, Драко Роса, Джордж Норьега                             | Эмильо Эстефан, Норьега, Секада, Афанасьефф | 4:57         |
| 4.  | «La Bomba»                               | Эсколар, Портер, Роса                                                        | Портер, Роса                                | 4:37         |
| 5.  | «A Medio Vivir»                          | Вита                                                                         | Портер, Блейк                               | 4:43         |
| 6.  | «Perdido Sin Tí»                         | Эсколар, Портер, Роса                                                        | Портер, Роса                                | 4:11         |
| 7.  | «Livin' la Vida Loca» (Испанская версия) | Эсколар, Дезмонд Чайлд, Роса                                                 | Чайлд, Роса                                 | 4:04         |
| 8.  | «Volverás»                               | Эсколар, Портер, Блейк, Рики Мартин                                          | Портер, Блейк                               | 4:49         |
| 9.  | «La Copa de la Vida»                     | Эсколар, Чайлд, Роса                                                         | Чайлд, Роса                                 | 4:29         |
| 10. | «Fuego de Noche, Nieve de Día»           | Эсколар, Портер, Блейк                                                       | Портер, Блейк                               | 5:36         |
| 11. | «She Bangs» (Испанская версия)           | Чайлд, Уолтер Афанасьефф, Роса, Шленн Мороинг, Джулия Сьерра, Дэнни Лопес    | Афанасьефф, Роса, Чайлд                     | 4:36         |
| 12. | «Bombón de Azúcar»                       | Марк Килпатрик, Густаво Лауреано, Карлос Фигероа, Джон Ленгэль, Карлос Ролон | Портер, Блейк                               | 4:59         |
| 13. | «Fuego Contra Fuego»                     | Марьяно Перес, Карлос Перес                                                  | Лопес, Томми Торрес                         | 4:26         |
| 14. | «Te Extraño, Te Olvido, Te Amo»          | Карлос Лара                                                                  | Портер, Блейк                               | 4:39         |
| 15. | «Por Arriba, Por Abajo»                  | Эсколар, Роса, Цезарь Лемос, Карла Апонте                                    | Портер, Роса                                | 3:07         |
| 16. | «El Amor de Mi Vida»                     | Эдди Сьерра                                                                  | Лопес, Торрес                               | 3:57         |

| №   | Название                           | Автор(ы)                       | Продюсер(ы) | Длительность |
| --- | ---------------------------------- | ------------------------------ | ----------- | ------------ |
| 17. | «Sólo Quiero Amarte» (Радиовыпуск) | Чайлд, Виктория Шоу, Гари Барр | Чайлд       | 3:59         |

| №   | Название                                 | Длительность |
| --- | ---------------------------------------- | ------------ |
| 1.  | «María» (Спанглиш Радиовыпуск)           |              |
| 2.  | «Te Extraño, Te Olvido, Te Amo»          |              |
| 3.  | «Fuego de Noche, Nieve de Día»           |              |
| 4.  | «Volverás»                               |              |
| 5.  | «Vuelve»                                 |              |
| 6.  | «La Copa de la Vida»                     |              |
| 7.  | «La Bomba»                               |              |
| 8.  | «Por Arriba, Por Abajo»                  |              |
| 9.  | «Perdido Sin Tí»                         |              |
| 10. | «Livin' la Vida loca» (Испанская версия) |              |
| 11. | «Bella»                                  |              |
| 12. | «She Bangs» (Испанская версия)           |              |
| 13. | «Sólo Quiero Amarte»                     |              |

## Чарты и сертификации
| Чарт (2001)                   | Наивысшая позиция |
| ----------------------------- | ----------------- |
| Italian Albums Chart          | 16                |
| Japanese Albums Chart         | 37                |
| Spanish Albums Chart          | 13                |
| Swedish Albums Chart          | 1                 |
| Swiss Albums Chart            | 23                |
| US Billboard 200              | 83                |
| US Billboard Top Latin Albums | 1                 |
| US Billboard Latin Pop Albums | 1                 |

| Чарт (2001)                   | Позиция |
| ----------------------------- | ------- |
| Swedish Albums Chart          | 6       |
| US Billboard Top Latin Albums | 6       |
| US Billboard Latin Pop Albums | 4       |

### Сертификации
| Регион                          | Сертификаты           |
| ------------------------------- | --------------------- |
| Аргентина (CAPIF)               | Платиновый            |
| Аргентина (CAPIF) · for the DVD | Платиновый            |
| Швеция (GLF)                    | Платиновый            |
| США (RIAA)                      | 4× Платиновый (Latin) |